# Белязаният (филм, 1932)
„Белязаният“ (на английски: Scarface) е американски игрален филм, излязъл по екраните през 1932 година, режисиран от Хауърд Хоукс с участието на Пол Муни. Поради цензура заглавието е променяно и на „Белязаният:Срамът на нацията“ (Scarface: The Shame of the Nation) или само „Срамът на една нация“ (The Shame of a Nation).

## Сюжет
Внимание:  Текстът по-долу разкрива сюжета на произведението (или части от него)!
През 1920-те години в Чикаго, италианския имигрант и прочут бандит Антонио „Тони“ Камонте работи като бодигард на престъпния бос „Големия“ Луис Костило. Заставайки на страната на недоволния лейтенант на Костило Джон „Джони“ Лово, Тони убива шефа си. Лово превзема територията на Костило в южната страна и кара Тони и неговите съдружници, Анджело и Гуино „Литъл бой“ Риналдо, да организират доходоносна контрабандна операция, продавайки нелегална бира на всички барове там. 
Тони настоява Лово да започне да се мести в Северната страна, където контрабандата се контролира от ирландските банди на гангстера О'Хара. Лово отказва и нарежда на Тони да напусне Северната страна сам. Тони пренебрегва тези заповеди и започва да атакува бизнеса на О'Хара, докато разширява рекета си на север. Не след дълго Лово е принуден да напусне поста си, тъй като Тони печели бандата му с успехите си. Междувременно Тони преследва приятелката на Джони, Попи. Първоначално тя се отнася пренебрежително към него, но му обръща повече внимание, когато репутацията му нараства и той започва да парадира с богатството си. Тя посещава неговия „кичозен“ апартамент, където той й показва своя изглед на електрически рекламен билборд с лозунга, който го вдъхновява: „Светът е твой“.
Тони се отървава от О'Хара, като кара Гуино да го убие. Наследникът на О'Хара, Том Гафни, обявява война на Южната страна и се опитва да убие Тони в ресторант с автоматични оръжия, които заинтересоват Тони да си ги набави. Гангстреската война води до избиването на бандата на Гафни един по един, а той е принуден да се укрие.
Група видни граждани, включително шефът на полицията, се заричат да се справят с Тони за всичките кланета и кръвопролития, които е причинил на града.
По време на една вечер в театъра, Тони научава, че Гафни и неговият антураж са в близката зала за боулинг. Оставяйки Анджело да гледа останалата част от шоуто, Тони отива и лично убива Гафни. Гневът на Лово към Тони най-накрая се излива, когато Тони открито флиртува и танцува с Попи пред него на вечеря в ресторант. Тони вижда любимата си сестра Франческа „Ческа“ да танцува с непознат и я отвежда насила в дома на майка си, удря я, и и крещи. Излизайки от дома, група въоръжени мъже се опитват да го убият, след гонка с свтомобили и престрелка, Тони ги изкарва от пътя с бронираната си кола.
Подозирайки участието на Лово, Тони отива в офиса му, след като е подкупил един от хората на Лово да му се обади и да се престори, че е част от екипа на изпратените убийци. Когато Лово затваря телефона, като твърди, че има някаква грешка. Тони го принуждава да признае за удара и след това кара Гуино да го убие. Сега Тони е безспорният владетел на подземния свят на града, завежда Попи на скъпа ваканция във Флорида, за да избяга от вниманието на полицията и медиите, докато Ческа тайно посещава Гуино в офиса на Тони.
Връщайки се у дома, Тони научава от майка си, че Ческа се е преместила да живее при друг мъж и се втурва да я намери с Гуино. Той убива приятеля си в ярост от ревност, а Ческа бяга разплакана, след като разкрива, че току-що са се оженили и са планирали да го изненадат. Полицията издава заповед за ареста на Тони и той се барикадира в дома си, Анджело е убит, опитвайки се да го защити.
Ческа се вмъква вътре, планирайки да убие брат си, но след това се предава и му признава любовта си. Тони и Ческа се въоръжават и Тони стреля по полицията от прозореца с картечен пистолет Томпсън, като се смее маниакално. Миг по-късно обаче Ческа е убита от заблуден куршум. Викайки името на Ческа, докато апартаментът се изпълва със сълзотворен газ, Тони се спъва надолу по стълбите точно когато полицията разбива вратата му. Тони моли за живота си, но се отказва, в резултат на което полицаите отвън го застрелват няколко пъти. Спъва се за миг, пада и умира. Над звуците на аплодисменти електрическият билборд пламва „Светът е твой“.

## В ролите
| Актьор          | Роля                          |
| --------------- | ----------------------------- |
| Пол Муни        | Антонио (Тони) Камонте        |
| Ан Дворжак      | Франческа (Ческа) Камонте     |
| Осгуд Пъркинс   | Джон (Джони) Лово             |
| Карън Морли     | Попи                          |
| Джордж Рафт     | Гуино (Литъл бой) Риналдо     |
| Борис Карлоф    | Том Гафни                     |
| C. Хенри Гордън | инспектор Бен Гуарино         |
| Винс Барнет     | Анджело                       |
| Пърнел Прат     | издател Гарстън               |
| Тъли Маршал     | редактор                      |
| Инес Паланж     | г-жа Камонте, майката на Тони |

## Влияние
Филмът на Брайън Де Палма „Белязаният“ от 1982 г. с учстието на  Ал Пачино и Мишел Пфайфър се основава частично на филма от 1932 г.